# St. Nikolai (Ottstedt)

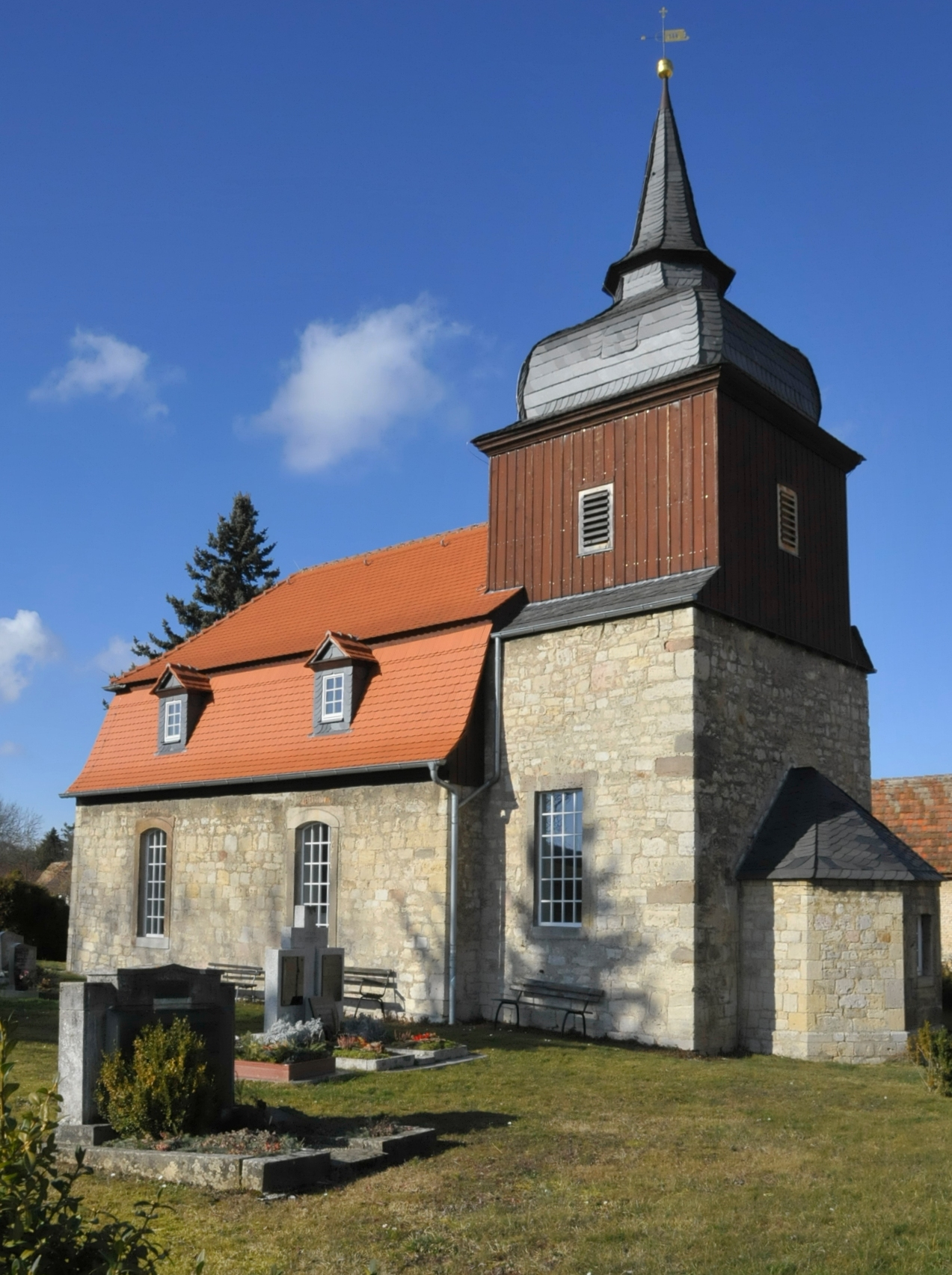
St. Nikolai

 Die evangelisch-lutherische, denkmalgeschützte Kirche St. Nikolai steht in Ottstedt, einem Ortsteil der Stadt Magdala im Landkreis Weimarer Land in Thüringen. Der Gemeindeteil Ottstedt gehört zur Kirchengemeinde Magdala im Pfarrbereich Magdala der Region Jena West im Kirchenkreis Jena der Evangelischen Kirche in Mitteldeutschland.

## Beschreibung
Eine Kirche ist im 14. Jahrhundert belegt. Nach ihrer Verwüstung wurde sie 1642 wiederaufgebaut. Nach einem Umbau von 1783 bis 1785 entstand die heutige Saalkirche. Sie besteht aus einem massiven rechteckigen Langhaus, das mit einem Mansarddach bedeckt ist, und dem Chorturm im Osten, an den sich seit 1888 eine kleine polygonale Apsis anschließt. Auf den steinernen Geschossen des Turms befindet sich ein verbretterter Aufsatz aus Fachwerk für den Glockenstuhl. Bedeckt ist dieser mit einer bauchigen Haube, auf der ein spitzer Helm mit einer Turmkugel sitzt. 
Der Chor hat innen eine Flachdecke. Das Kirchenschiff hat eine zweigeschossige Empore und ist mit einem hölzernen Tonnengewölbe überspannt. Zur Ausstattung gehört ein Kanzelaltar von 1888. Die Orgel mit 10 Registern, verteilt auf 2 Manuale und Pedal, wurde 1911 von August Müller gebaut.